# Josef Novotný (judista)
Josef Novotný (* 12. května 1934 Topolany – 11. ledna 2003) byl československý a český zápasník–judista, trenér a mezinárodní rozhodčí. 

## Sportovní kariéra
Je rodákem z obce Topolany u Olomouce a sportovat začal v místní sokolské jednotě – hrál fotbal, volejbal, boxoval a závodně plavání. Do Gottwaldova se přestěhoval s rodiči za prací. Po vyučení pracoval v n.p. Moravan jako letecký konstruktér (mechanik) a v první letech závodně plaval za místní tělovýchovnou jednotu. Jeho vysoké, urostlé postavy si všimnul trenér judistického oddílu Bohumil Jordán a od roku 1957 (od 22 let) začal nastupovat za TJ (Jiskru) Gottwaldov také na tatami. V začátcích mu scházela technika, kterou však doháněl fyzickými parametry a taktikou. Počkal si na soupeřův nástup a následně ho strhem kontroval k zemi. S roky tréninku se  obstojně naučil nožní techniky aši-waza. To již trénoval pod Milanem Žáčkem.
V československé judistické reprezentaci se pohyboval od roku 1958. V roce 1959 vybojoval v těžké váze nad 80 kg postupem do semifinále mistrovství Evropy ve Vídni bronzovou medaili (dělené 3. místo). K lepšímu výsledku, postupu do finále, mu zabránil fenomenální Nizozemec Anton Geesink. V soutěži bez rozdílu vah prohrál ve čtvrtfinále a obsadil dělené 5.-8. místo. V roce 1961 na tento úspěch navázal na mistrovství Evropy v Miláně, kde v soutěži mistrovských 1. Danů prohrál v semifinále s východním Němcem Herbertem Niemannem a obsadil dělené třetí místo. V těžké váze nad 80 kg prohrál ve čtvrtfinále a obsadil dělené 5.-8. místo. V roce 1962 na mistrovství Evropy v německém Essenu postoupil do čtvrtfinále v těžké váze nad 80 kg a v soutěži mistrovstvích 2. danů. V obou případech obsadil dělené 5.-8. místo.
V roce 1963 získal v dubnu poprvé double na mistrovství republiky v těžké váze a soutěži bez rozdílu vah. Přesto byl místo něho nominován na květnové mistrovství Evropy ve švýcarské Ženevě jeho rival ostravský Jindřich Kaděra. Gottwaldovští judisté to brali jako křivdu.
Reprezentační kariéru ukončil v roce 1965, ale nadále zápasil za TJ Gottwaldov v ligové soutěži družstev. Po skončení sportovní kariéry se věnoval především rozhodcovské práci. Jako rozhodčí jezdil pravidelně s výpravou judistů na mezinárodní turnaje.

### Výsledky
| Olympijské hry     | Olympijské hry     |                  |     |     |    |    |    | —   |    |
| Mistrovství světa  | Mistrovství světa  |                  |     |     |    |    |    |     | —  |
| Mistrovství Evropy | A:                 | —                | 3.  | úč. | 5. | 5. | —  | úč. | —  |
| Mistrovství Evropy | O:                 | —                | 3.  | úč. | 5. | —  | —  | —   | —  |
| Mistrovství ČSSR   | Mistrovství ČSSR   | 1.               | 1.  | 2.  | 2. | 2. | 1. | 2.  | 1. |
|                    |                    | bez rozdílu vah  |     |     |    |    |    |     |    |
| Olympijské hry     | Olympijské hry     |                  |     |     |    |    |    | —   |    |
| Mistrovství světa  | Mistrovství světa  | —                |     |     | —  |    |    |     | —  |
| Mistrovství Evropy | A:                 | —                | 5.  | ?   | —  | —  | —  | —   | —  |
| Mistrovství Evropy | O:                 | —                | 5.  | ?   | —  | —  | —  | —   | —  |
| Mistrovství ČSSR   | Mistrovství ČSSR   | n/a              | n/a | 3.  | 1. | 1. | 1. | 1.  | 1. |
|                    |                    | technické stupně |     |     |    |    |    |     |    |
| Mistrovství Evropy | Mistrovství Evropy | —                | —   | —   | 3. | 5. |    |     |    |